# 루이빌 슬러거 필드
루이빌 슬러거 필드(Louisville Slugger Field)은 미국의 다목적 경기장이다. 켄터키주 루이빌에 위치하고 있으며 USL 루이빌 시티 FC와 마이너 리그 베이스볼 트리플A 인터내셔널 리그 루이빌 배츠의 홈 경기장이다.